# 贾丝廷·索里
贾丝廷·索里（英語：Justine Sowry，1970年10月3日—），生于怀阿拉，澳大利亚女子曲棍球运动员。她曾代表澳大利亚国家队参加1998年英联邦运动会曲棍球比赛，获得一枚金牌。